# Eric Hegmann
Eric Hegmann (* 1966) ist ein deutscher Paartherapeut und Autor.

## Leben
Nach einer journalistischen Ausbildung begann Hegmann seine Karriere zunächst bei Zeitschriftenverlagen wie Gruner + Jahr und Heinrich Bauer. Als Paartherapeut führt Hegmann unter anderem Integrative Paartherapie, Emotionsfokussierte Paar- und Sexualtherapie, Paartherapie nach John Gottman und systemische Sexual- und Paartherapie durch. Seit 2016 ist Hegmann als Studienbegleiter für die Partnervermittlungsagentur Parship tätig. In Onlinekursen sowie durch seine Bücher berät Hegmann zusätzlich über Themen wie Online-Partnervermittlung und Ghosting.
Hegmann entwickelte das digitale Paartherapie-Angebot Modern Love School. Weiterhin führte Hegmann den Begriff Disneyfizierung der Liebe ein, welcher die inszenierte Darstellung von Liebesbeziehungen in Medien und deren Einfluss beschreibt. Zu diesem Thema hielt Hegmann 2018 einen TEDx Talk.
Neben regelmäßigen TV-Auftritten und Zeitungsinterviews tritt Hegmann zudem im NDR-produzierten Podcast Die Paartherapie auf. 2023 wurde die gleichnamige sechsteilige TV-Serie für die ARD Mediathek ausgestrahlt, bei welcher Hegmann vier Paare beratend begleitete.

## Publikationen (Auswahl)
- Hegmann, Eric: Beziehungsweise. Das Buch für mehr Liebe. Knaur Taschenbuch, München 2017, ISBN 978-3-426-78894-3.
- Fischbach, Lisa; Hegmann, Eric: Die Dating-Docs. Schritt für Schritt zum Liebesglück. Goldmann Verlag, München 2008, ISBN 978-3-442-17041-8.
- Fischbach, Lisa; Hegmann, Eric: Liebe aus dem Netz. Onlinedating mit 50+. Mvg Verlag, München 2008, ISBN 978-3-636-06384-7.
- Hegmann, Eric: Die Traumprinz-Falle. Goldmann Verlag, München 2007, ISBN 978-3-442-16898-9.
- Hegmann, Eric: Jungs in (Beziehungs-)kisten. Gmünder Verlag, Berlin 2007, ISBN 978-3-86187-428-7.
- Hegmann, Eric: Dating Regeln. So finden und fesseln Sie die große Liebe. Goldmann Verlag, München 2004, ISBN 978-3-442-16678-7.
- Hegmann, Eric: Jungs sind so! Die einfache Wahrheit über das schwierige Geschlecht. Eichborn Verlag, Frankfurt am Main 2004, ISBN 978-3-8218-4874-7.
- Hegmann, Eric: Online-Dating. So finden Sie Ihren Traumpartner. Goldmann Verlag, München 2003, ISBN 978-3-442-16624-4.